# Abd al-Karim al-Jili
Abdul Karim Jili (Arabo عبد الكريم الجيلي, Abd al-Karīm al-Jīlī; 1366 – 1403) è stato un mistico iraniano, appartenente alla corrente Sufi dell'Islam, autore dell'Uomo Perfetto, opera che verrà fatta conoscere in Occidente da Titus Burckhardt.

## Biografia
Nato nella provincia iraniana del Gilan, da cui ha preso il nome. Discendente di Abd al-Qadir al-Gilani, fondatore della confraternita Qadiriyya. Poco è conosciuto della sua vita: si sa che visitò l'India e che, dal 1393 al 1403, visse in Yemen. Scrisse più di venti libri, dei quali l'Uomo Perfetto (Kitâb al-Insân al Kâmil) è il più conosciuto; viene inoltre considerato uno fra i più importanti testi del Sufismo.
Jili venne profondamente influenzato dai lavori di Ibn 'Arabi, e l'Uomo Perfetto è proprio uno spiegazione delle considerazioni di Ibn 'Arabi riguardo alla struttura della realtà e alla perfezione umana. A sua volta, Jili influenzò profondamente Titus Burckhardt.
(Abd al-Karim al-Jili)